# Фронт (војна јединица)
Фронт (рус. фронт) представља велику стратегијску групацију (војну формацију) у совјетској Црвеној армији, приближно еквивалентну групи армија (армијској групи) у војним терминологијама других држава. Совјетски фронт не треба мешати са чешће коришћеним значењем речи „фронт“ приликом дефинисања зоне борбених дејстава током рата.
Совјетски фронтови постепено су се развијали и у организацијском смислу улазили у употребу током Пољско-совјетског рата 1919—1921. године, инвазије Пољске 1939. године (Белоруски и Украјински фронт) као и током Другог светског рата.
Генерално посматрано совјетске фронтове је чинило више армија копнене војске, међутим, оно што их издваја од других копнених војних формација и еквивалената у другим армијама јесте постојање сопствених ваздухопловних снага (најчешће нивоа ваздухопловне армије) у њиховом саставу, директно потчињених заповеднику фронта. У суштини ваздухопловна армија је координирано пружала ваздушну подршку армијама свога фронта. Фронтовима су углавном командовали високи официри (генерали и маршали) копнене војске. Они су били подређени директно совјетској Врховној команди (Ставка).
Током Хладног рата, фронтови и њихове команде интегрисани су у бројне Војне обласуге или су реорганизовани у Групе совјетских снага унутар појединачних држава чланица Варшавског пакта. Треба напоменути и да нису све совјетске војни окрузи били у рангу фронта из разлога непостојања ваздухопловне армије у њиховом саставу.

## Листа совјетских фронтова у грађанском рату
- Источни фронт
- Југоисточни фронт
- Југозападни фронт
- Јужни фронт
- Западни фронт
- Кавкаски фронт
- Северни фронт
- Туркестански фронт
- Украјински фронт

## Листа совјетских фронтова уДругом светског рату1941—1945. године
- Балтички фронтови
  - 1. балтички фронт, формиран је од Калињинског фронта крајем 1943.
  - 2. балтички фронт, формиран је од Брјанског фронта 10. октобра 1943. године. Дана 1. октобра 1944. у његовом саставу су се налазиле следеће јединице (пример типичног састава фронта):
    - 3. ударна армија
      - 79. стрељачки корпус (150, 171. и 207. стрељачка дивизија), 100. стрељачки корпус (21. гардијска, 28. и 200. стрељачка дивизија)

    - 10. гардијска армија-генерал-пуковник Михаил Иљич Казаков
      - 7. гардијски стрељачки корпус (7, 8. и 119. гардијска стрељачка дивизија), 15. гардијски стрељачки корпус (29, 30. и 85. гардијска стрељачка дивизија),

```
19. гардијски стрељачки корпус -генерал-мајор Андреј Трофимович Стученко
```

(22, 56. и 65. гардијска стрељачка дивизија) и 78. тенковска бригада
- -     - 22. армија-генерал-лајтнант Генадиј Петрович Коротков
      - 93. стрељачки корпус (219, 379. и 391. стрељачка дивизија), 130. стрељачки корпус (43. гардијска и 308. стрељачка дивизија), 37. стрељачка дивизија, 155. пук и 118. тенковска бригада

    - 42. армија
      - 110. стрељачки корпус (2, 168. и 268. стрељачка дивизија), 124. стрељачки корпус (48, 123. и 256. стрељачка дивизија), 118. пук и 29. гардијска тенковска бригада

    - 15. ваздухопловна армија-Николај Фјодорович Науменко
      - 14. ловачки корпус (4, 148. и 293. ловачки ваздухопловни пук), 188. бомбардерска ваздухопловна дивизија, 214. и 225. јуришна ваздухопловна дивизија, 284. и 313. ловачко-бомбардерска ваздухопловна дивизија

    - Резерва фронта
      - 5. тенковски корпус (24, 41. и 70. тенковска и 5. моторизована бригада)

  - 3. балтички фронт
- Белоруски фронтови
  - 1. белоруски фронт
  - 2. белоруски фронт
  - 3. белоруски фронт
- Брјански фронт, формиран је 18. децембра 1941. године у циљу одбране сектора између Западног и Југозападног фронта. Током Курске битке овај фронт су сачињавале 11, 3, 4. тенковска, 61. и 63. армија. Расформиран је 11 / 12. марта 1943, а реформиран од Орловског фронта 28. марта 1943.
- Волховскии фронт, формиран је 17. децембра 1941.
- Вороњешки фронт, преименован је у 1. украјински фронт 20. октобра 1943.
- Далекоисточни фронтови
  - 1. далекоисточни фронт
  - 2. далекоисточни фронт
- Донски фронт
- Западни фронт, формиран је од Западног посебног војног округа 22. јуна 1941.
- Зона одбране Москве
- Југозападни фронт, првенствено је формиран 22. јуна 1941. Поново оформљен 22. октобра 1942. године спајајући Донски и Вороњешки фронт. Преименован је 20. октобра 1943. године у 3. украјински фронт
- Југоисточни фронт, формиран је од армија левог крила Стаљинградског фронта 7. августа 1942. Припојен Стаљинградском фронту 28. септембра 1942.
- Јужни фронт, преименован је у 4. украјински фронт 20. октобра 1943.
- Кавкаски фронт, преименован је у Белоруски фронт крајем 1943.
- Калињински фронт, формиран је директивом Ставке 17. октобра 1941. од 22, 29. и 30. армије. Преименован је у 1. балтички фронт крајем 1943.
- Карелијски фронт, формиран је од дела Северног фронта 23. августа 1943.
- Кримски фронт, формиран је јануара 1942. у циљу ослобађања Крима. Сачињавале су га 44, 47. и 51. армија
- Лењинградски фронт, формиран је од дела Северног фронта 23. августа 1941. године
- Можајска одбрамбена линија
- Московски резервни фронт
- Орелски фронт, формиран је 24. марта 1943. ради одбране источних прилаза Орелу. Цачињавале су га 61. армија Западног фронта, 3. армија Централног фронта и 15. ваздухопловна армија. Преиначен је у Брјански фронт 28. марта 1943.
- Приморска армијска група
- Резервни фронт, формиран је 14. јула 1941. године од резервних армија
- Северозападни фронт, формиран је од Балтичке посебне војне области 22. јуна 1941.
- Северни фронт, формиран је од Лењинградске војне области 24. јуна 1941.
- Севернокавкаски фронт
- Стаљинградски фронт, заједно са Вороњешким фронтом формиран је од остатака Југозападног фронта јула 1942. Дана 28. септембра 1942. године постао је Донски фронт
- Степски фронт, преименован је у 2. украјински фронт 20. октобра. 1943.
- Забајкалски фронт
- Закавкаски фронт, формиран је 23. августа 1941.
- Украјински фронтови
  - 1. украјински фронт
  - 2. украјински фронт
  - 3. украјински фронт
  - 4. украјински фронт
- Централни фронт